# Cemitério Judaico de Weingarten
O Cemitério Judaico de Weingarten (em alemão:  Jüdischer Friedhof Weingarten) é um cemitério judaico em Weingarten, um município do distrito de Karlsruhe, no norte de Baden-Württemberg. O cemitério é um monumento histórico tombado.
Os mortos da comunidade judaica de Weingarten foram sepultados inicialmente até 1632 no Cemitério Judaico de Worms e depois no Cemitério Judaico de Obergrombach. Em 1833 um cemitério próprio foi construído; os judeus de Weingarten continuaram usando particialmente o Cemitério Judaico de Obergrombacher, porque lá estavam sepultados seus parentes. O cemitério no campo Effenstiel tem uma área de 14,25 ares e atualmente ainda são encontradas 35 matzevas, das quais quatro de crianças. No cemitério há uma placa comemorativa para sete judeus mortos na Primeira Guerra Mundial naturais de Weingarten, que estava na sinagoga local e que foi destruída na noite dos cristais de 1938 e pouco depois demolida. Um judeu de Weingarten guardou a placa em custódia; possivelmente a mesma foi posta no cemitério em 1940, antes de em outubro de 1940 23 dos 24 judeus que viviam em Weingarten serem deportados na Ação Wagner Bürckel deportiert wurden.